# Antonio Follese
Antonio Follese (Cagliari, 4 maggio 1907 – Cagliari, 26 novembre 1976) è stato un politico italiano.
È stato sindaco di Cagliari dal 20 al 31 maggio 1960.